# Sonate K. 316
La sonate K. 316 (F.264/L.299) en fa majeur est une œuvre pour clavier du compositeur italien Domenico Scarlatti.

## Présentation
La sonate K. 316, en fa majeur, notée Allegro, est liée à la sonate suivante. Dans ces deux œuvres, Scarlatti fait varier progressivement la densité des accords et des formules mélodiques.

## Manuscrits
Les manuscrits principaux sont le numéro 21 du volume VI de Venise (1753), copié pour Maria Barbara et Parme VIII 15 ; l'autre copie est le numéro 3 du manuscrit de Madrid (E-Mc, ms. 3-1408).

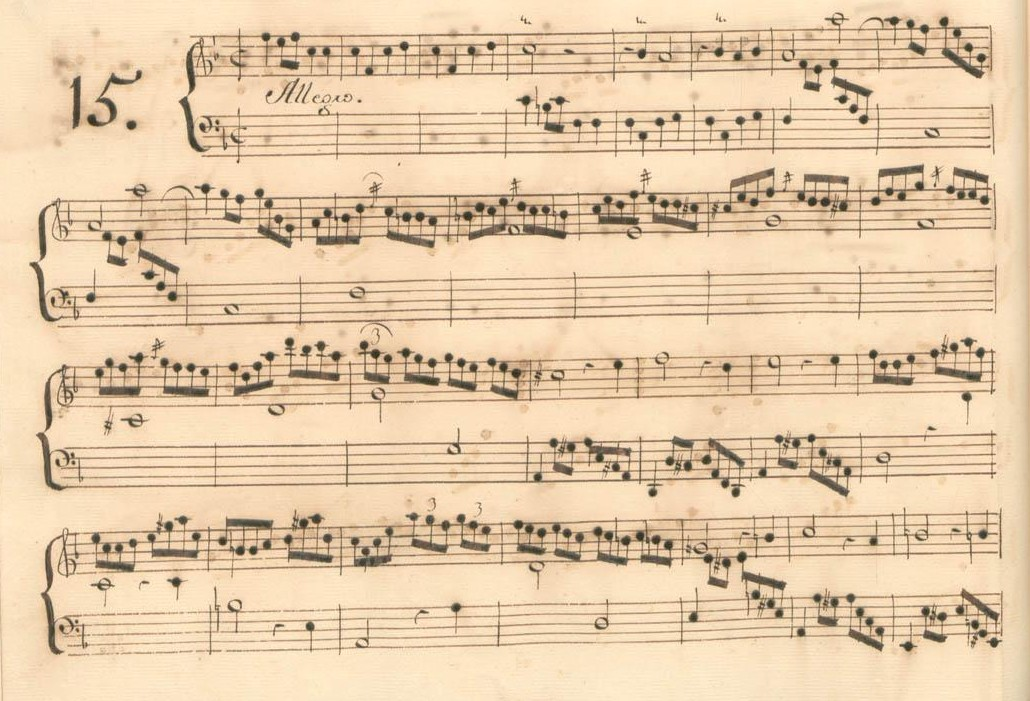
Parme VIII 15.
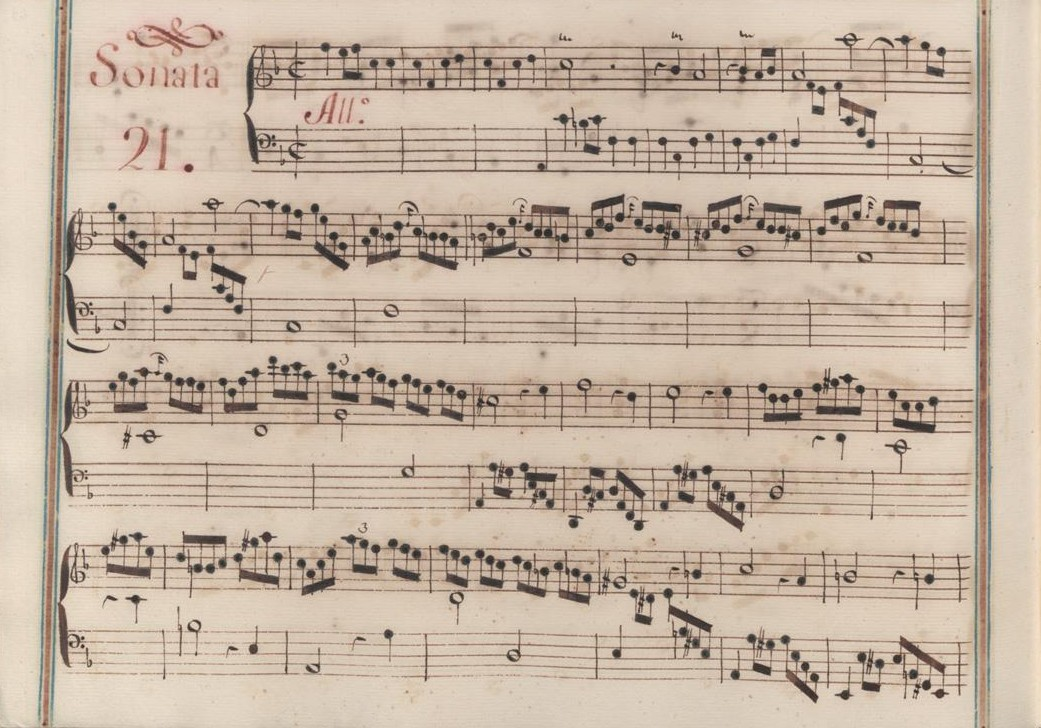
Venise VI 21.
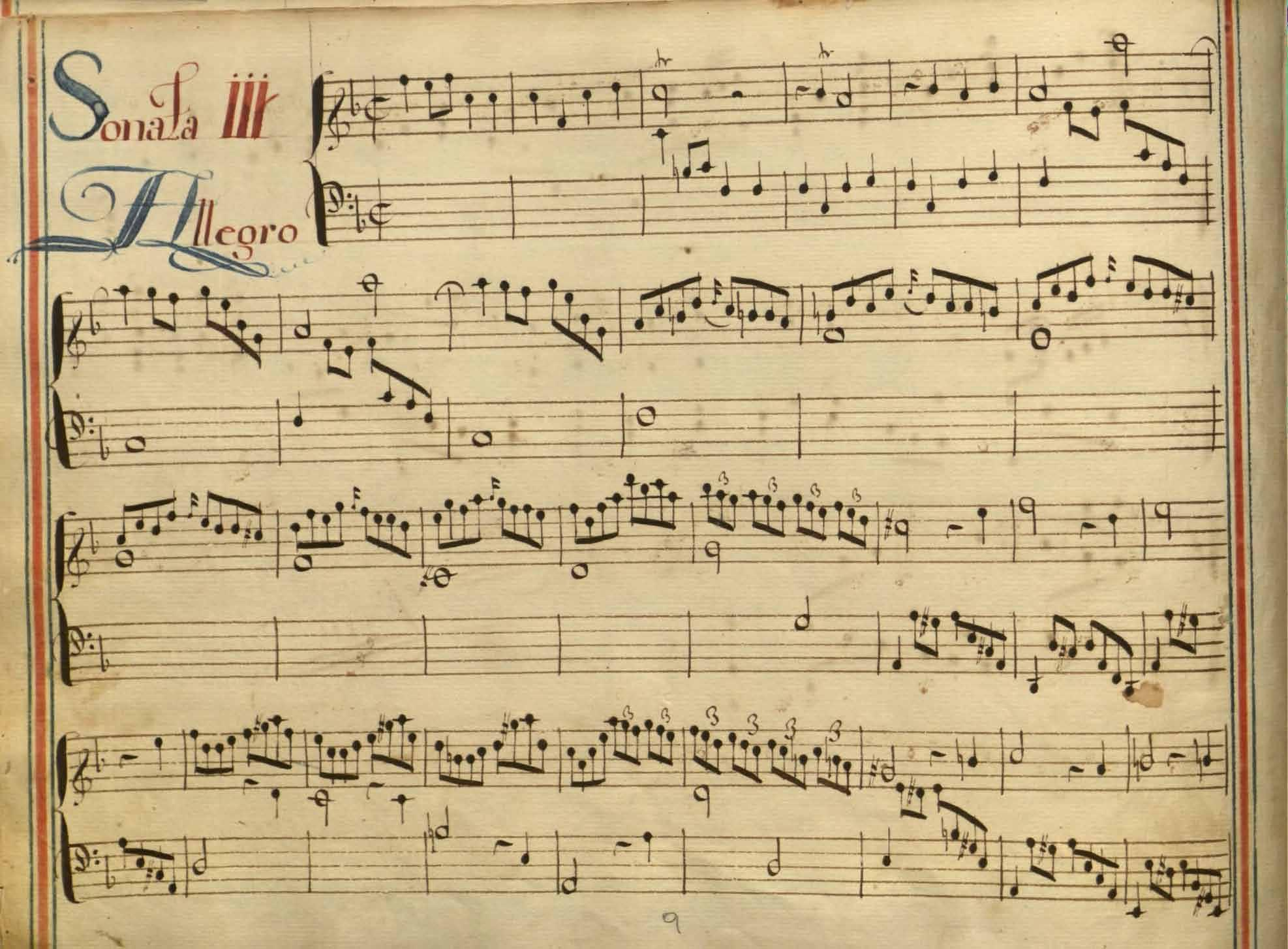
Madrid, 3.

## Interprètes
La sonate K. 316 est peu jouée. Au piano, elle est défendue par Carlo Grante (2012, Music & Arts, vol. 3) et Bruno Vlahek (2019, Naxos) ; au clavecin, elle est enregistrée par Scott Ross (Erato, 1985) et Richard Lester (2003, Nimbus, vol. 3) .

## Sources
: document utilisé comme source pour la rédaction de cet article.
- Ralph Kirkpatrick (trad. de l'anglais par Dennis Collins), Domenico Scarlatti, Paris, Lattès, coll. « Musique et Musiciens », 1982 (1re éd. 1953 (en)), 493 p. (OCLC 954954205, BNF 34689181).
- Alain de Chambure, « Domenico Scarlatti : Intégrale des sonates — Scott Ross », p. 209, Erato (2564-62092-2), 1985 (OCLC 891183737) .
- (es) Laura Cuervo Calvo, « El manuscrito Ayerbe : una fuente española de las sonatas de Domenico Scarlatti de mediados del siglo XVIII », Ad Parnassum, Ut Orpheus Edizioni, vol. 13, no 25,‎ avril 2015, p. 1–26 (ISSN 1722-3954, OCLC 1006521868, lire en ligne).